# Рать (приток Сейма)
Рать — река, правый приток Сейма, протекает по территории Щигровского и Курского районов Курской области. Длина реки — около 40 км. Берёт своё начало вблизи поселка Суходол, Щигровского района, летом пересыхает. Поэтому принято считать, что исток находится чуть выше поселка Плодовый, в районе деревни Озерки.
Имеет 2 притока слева. В районе посёлка 1-е Есенки впадает река Озерёнка. В лесу, неподалеку от деревни Грязный Колодезь впадает река Лазверт.
В среднем течении берега заболочены, поросли кустарником и деревьями, которые являются прибежищем птиц и животных.
Пересекает автодорогу Курск — Воронеж — Р22 (Борисоглебск) между поселком 1-е Красниково и селом Беседино. Впадает в Сейм вблизи деревни Алябьево.